# Chiesa di Sant'Andrea Apostolo (Miemo)
La chiesa di Sant'Andrea Apostolo si trova a Miemo nel comune di Montecatini Val di Cecina.

## Storia e descrizione
Miemo è situato in un bell'ambiente montano, su una falda del poggio del Mela. Al centro del borgo si trova la chiesa di Sant'Andrea, ricordata già nel 1303 ma riedificata alla fine del Settecento. Presenta un campanile con contrafforti e sopra l'ingresso un piccolo colonnato a trifore, in pietra di Montecatini.